# Waverley, South Yorkshire
Waverley är en civil parish i Rotherham distrikt i South Yorkshire grevskap i England, i den sydöstra delen av landet, 220 km norr om huvudstaden London. Den bildades den 1 april 2019.